# بريمبتون (باركشير)
بريمبتون (بالإنجليزية: Brimpton)‏ هي قرية و أبرشية مدنية تقع في المملكة المتحدة في إنجلترا. يقدر عدد سكانها بـ 616 نسمة ومساحتها 11.86 كم2 .